# Бангбон
Бангбон (тайск. บางบอน) — один из 50 районов (кхетов) Бангкока. Он граничит (с севера, по часовой стрелке) с районами Бангкока Бангкхе, Пхасичарен, Чомтхонг и Бангкхунтхиан, Нонгкхем и ампхе Муанг Самутсакхон и Кратхумбен провинции Самутсакхон.

## История
Раннее Бангбон был тамбоном ампхе Бангкхунтхиан в провинции Тхонбури, до объединения Тхонбури и Пхранакхон в одну провинцию, после чего Бангбон стал подрайоном района Бангкхунтхиан.
14 октября 1997 года Бангбон был отделён от Бангкхунтхиана и стал самостоятельным районом. Районное управление открылось 6 марта 1998 года последним из 50 районов города.

## Администрация
Район делится на четыре подрайона (кхвэнг).
| 1. | Бангбон Ныа       | บางบอนเหนือ  |
| 2. | Бангбон Тай       | บางบอนใต้    |
| 3. | Кхлонг Банг Пхран | คลองบางพราน |
| 4. | Кхлонг Бангбон    | คลองบางบอน  |

## Экономика
Сельское хозяйство — важная часть экономики района. Среди известных продуктов Бангбона: манго Намдокмай, кокосы, орхидеи и лотосы.